# براندون توماس (لاعب كرة سلة)
براندون توماس (بالإنجليزية: Brandon Thomas)‏ (و. 1984  م) هو لاعب كرة سلة أمريكي، ولد في بيتبورغ، مركز لعبه هو مدافع مسدد الهدف.

## روابط خارجية
- براندون توماس على موقع الدوري الأوروبي لكرة السلة (الإنجليزية)
- براندون توماس على موقع الدوري الإسباني لكرة السلة (الإسبانية)
- براندون توماس على موقع كرة السلة الأوروبية.كوم (الإنجليزية)
- براندون توماس على موقع كلية كرة السلة في سبورتس رفرنس.كوم (الإنجليزية)
- براندون توماس على موقع ريلجم (الإنجليزية)
- براندون توماس على موقع بروبوليرز (الإنجليزية)
- براندون توماس على موقع سبورتس رفرنس (الإنجليزية)